# Neuburgia tubiflora
Espèce
Synonymes
- Neuburgia musculiformis Miq.[2]

Statut de conservation UICN

 VU D2 : Vulnérable
Neuburgia tubiflora est une espèce de plantes du genre Neuburgia de la famille des Loganiaceae.